# Via Romana

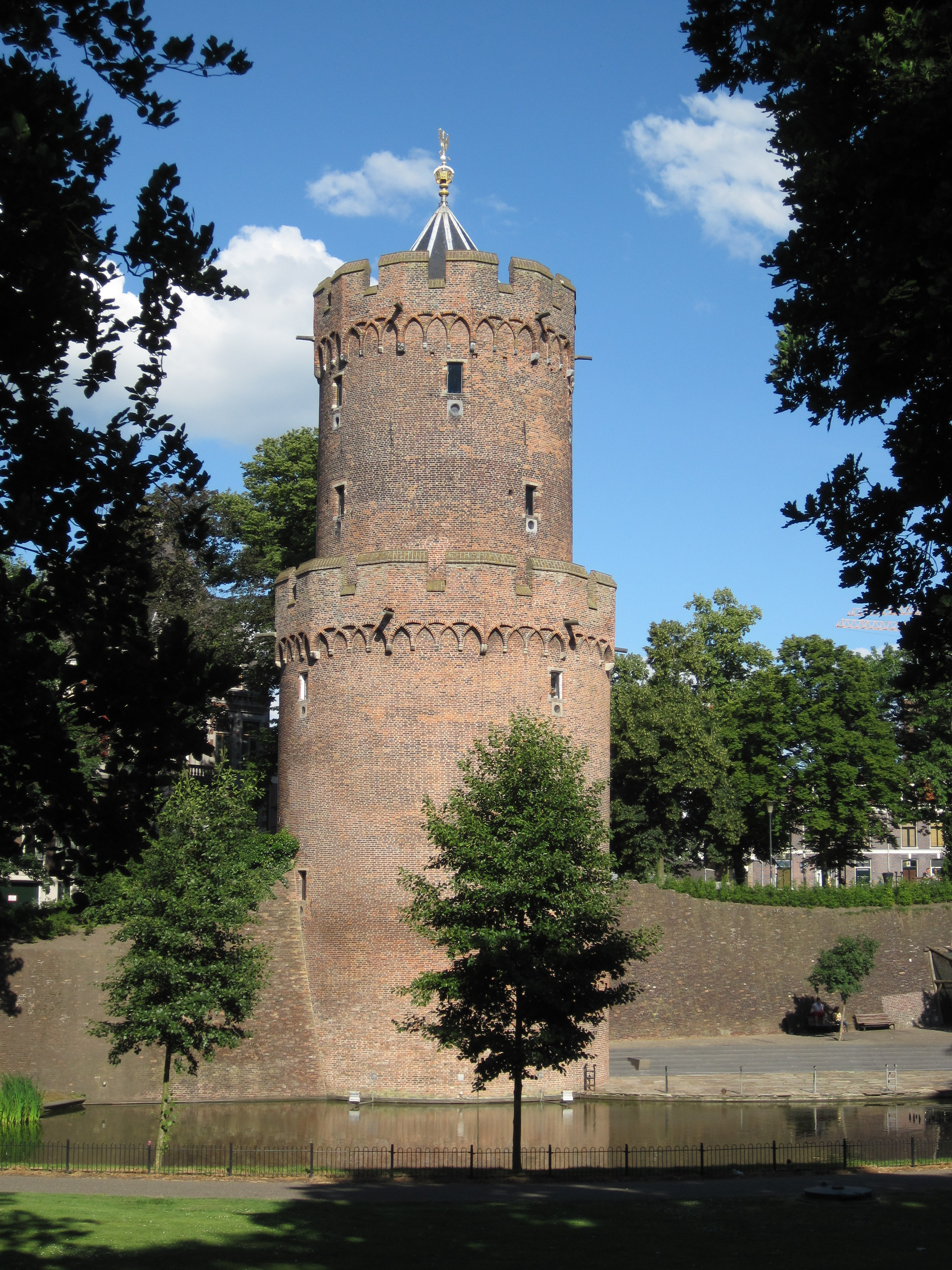
Kruittoren, Nijmegen

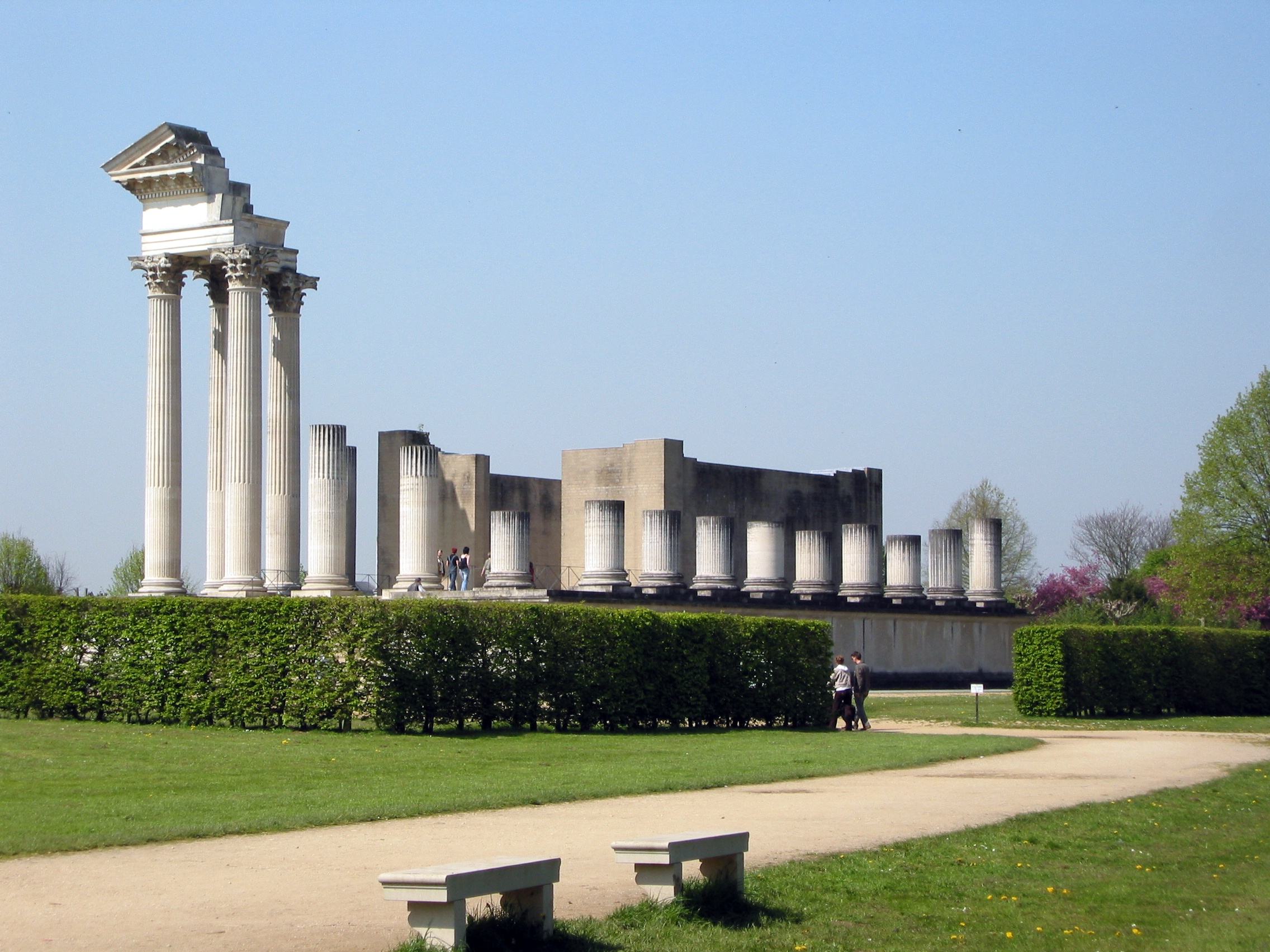
APX Xanten

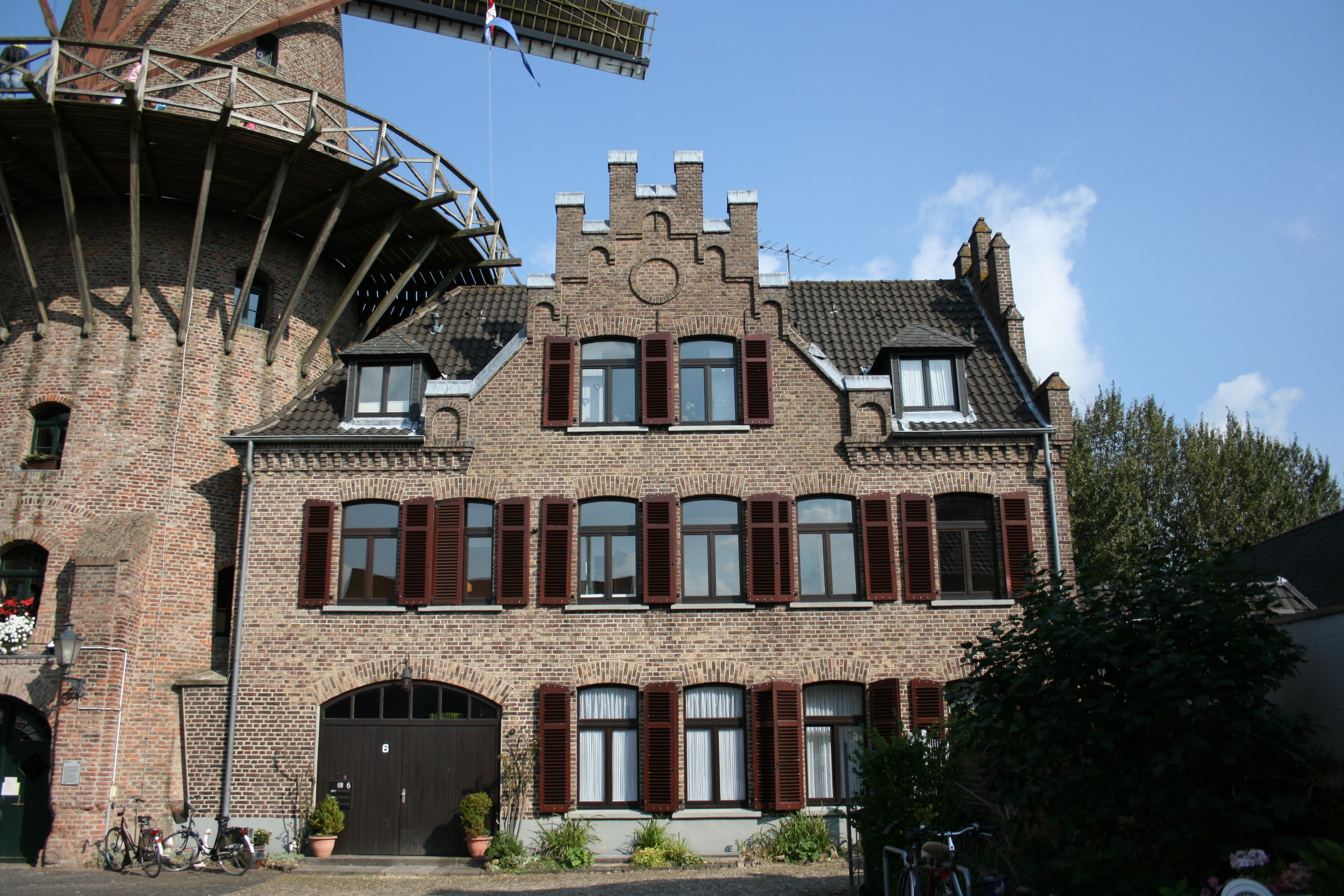
Kalkarer Mühle, Kalkar

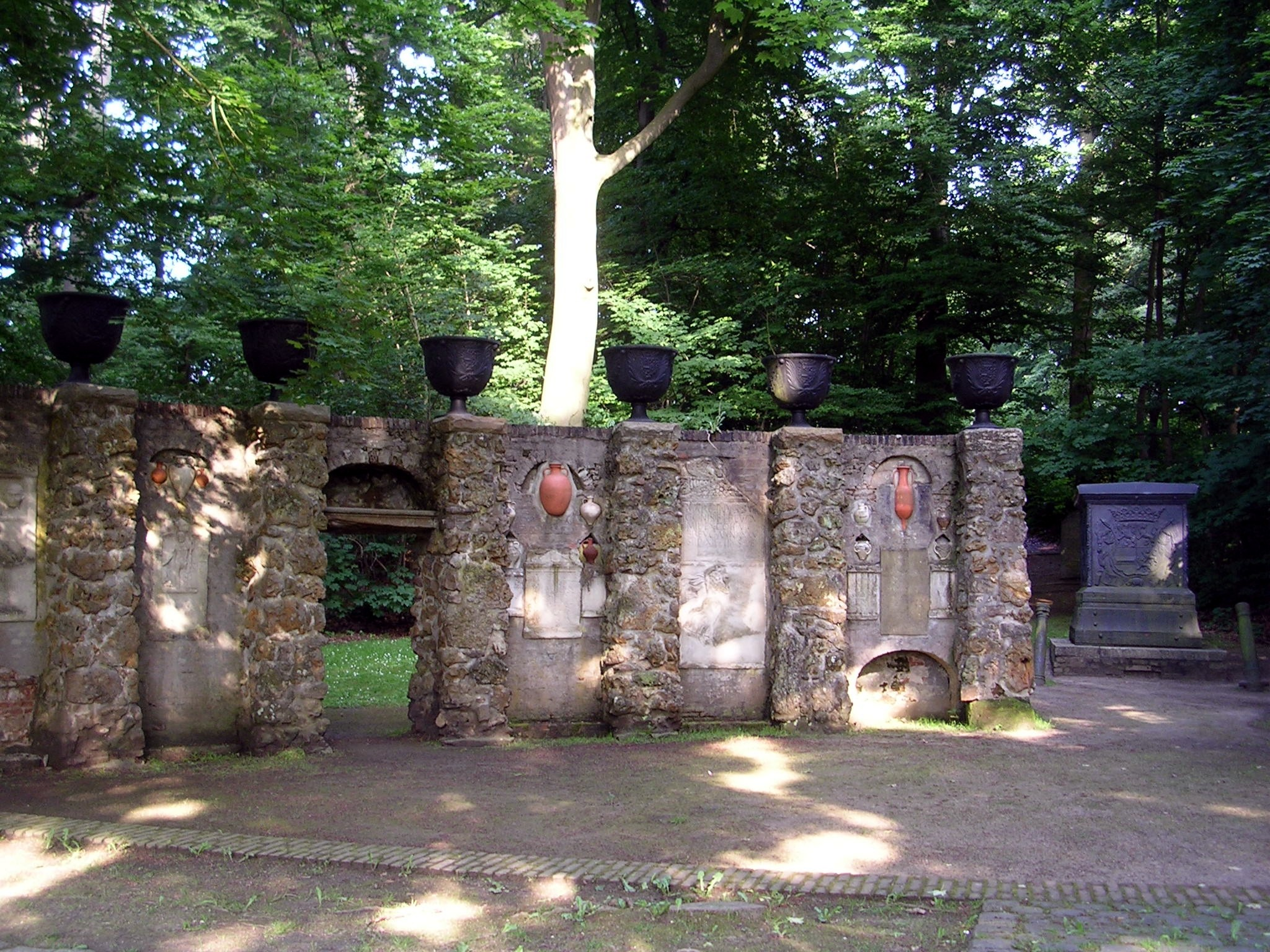
Bedburg-Hau

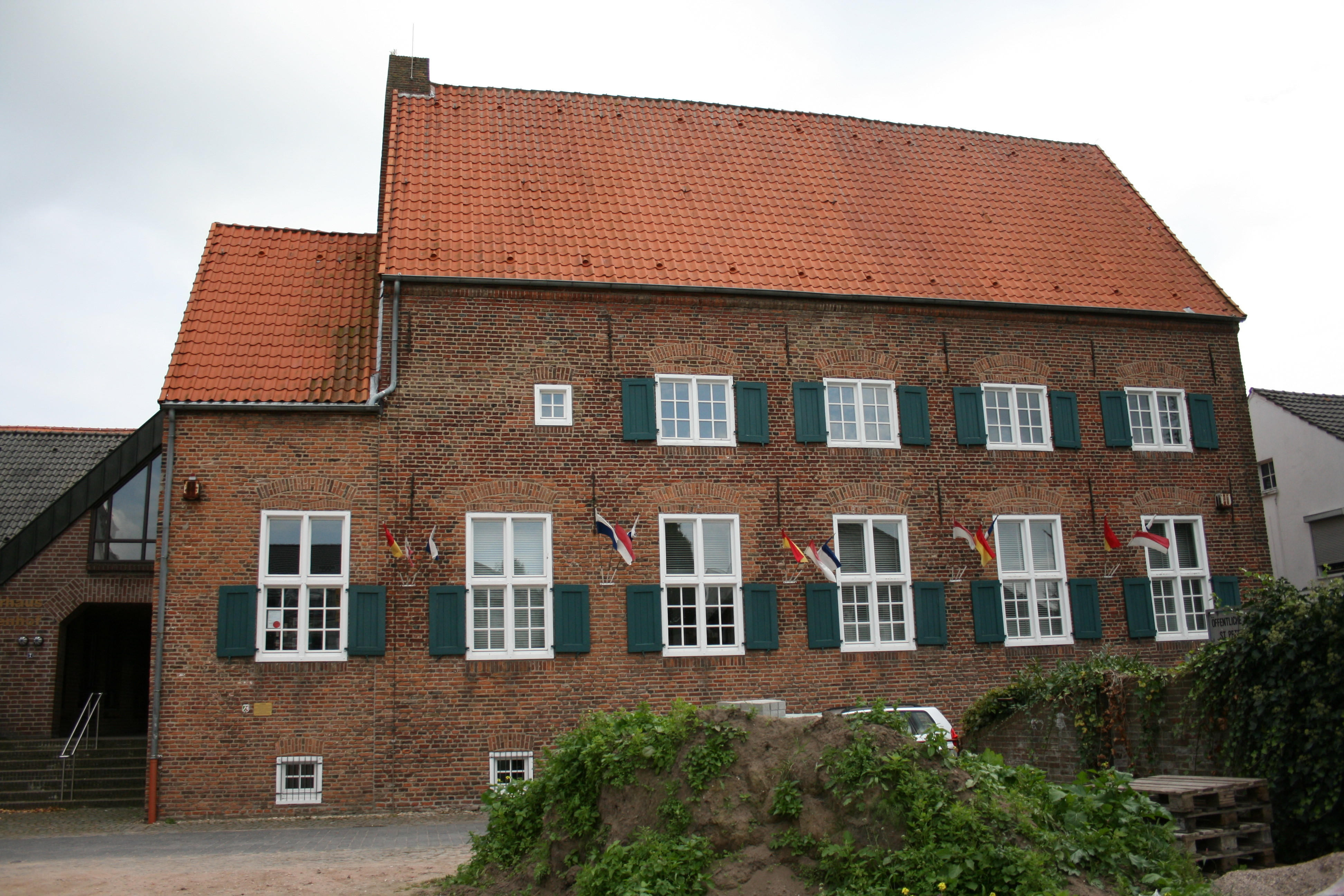
Museum Katharinenhof, Kranenburg

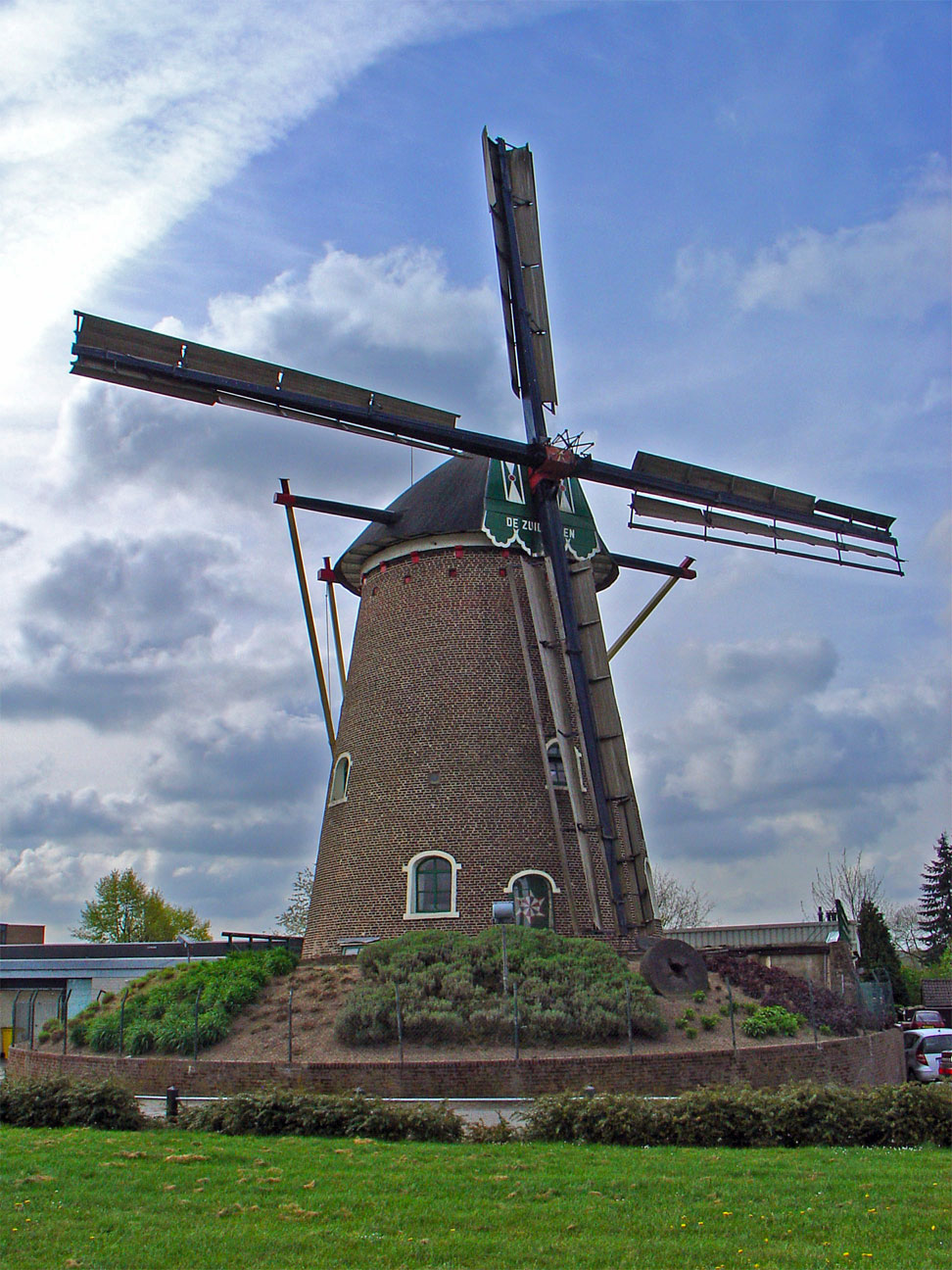
Zuidmolen, Groesbeek

De Via Romana is een fietsroute in Nederland en de Duitse deelstaat Noordrijn-Westfalen. De fietsroute is 257 kilometer lang. Ze bestaat uit twee delen: een noordelijk deel van 98 kilometer lang dat de loop van de Rijn volgt, en een zuidelijk deel van 159 kilometer lang dat door verschillende plaatsen loopt.

## Geschiedenis
De route van de Via Romana volgt een voormalige Romeinse weg die in de eerste helft van de eerste eeuw is aangelegd ten westen van de Rijn, om de aldaar gelegen militaire kampementen met elkaar te verbinden. De belangrijkste plaatsen aan de route waren Ulpia Noviomagus Batavorum (tegenwoordig: Nijmegen) en Colonia Ulpia Traiana, dat in de buurt van Xanten lag. Nijmegen en Xanten vormen de eindpunten van de Via Romana.
Na de val van het Romeinse Rijk is de Via Romana belangrijk gebleven als handelsroute. Hierdoor stammen de bezienswaardigheden die tegenwoordig langs de route te vinden zijn niet alleen maar uit de Romeinse tijd.

## Verloop van de route
De Via Romana loopt langs verschillende stadskernen, bezienswaardige kerken en musea. De hele route is met borden aangegeven: zeshoekige borden met een schematische weergave van de route en een gestileerde afbeelding van een fiets. De kleur van de richtingspijl geeft de richting die genomen wordt aan: de rode pijlen voeren naar Xanten, de groene naar Nijmegen. Op veel plaatsen langs hoofdwegen zijn ook andere borden te vinden die de Via Romana aanduiden, om automobilisten op de route te wijzen.
Het noordelijk deel van de route voert langs de volgende plaatsen:
- Xanten
- Kalkar
- Bedburg-Hau
- Kranenburg
- Ubbergen
- Nijmegen

Het zuidelijke deel voert langs de volgende plaatsen:
- Nijmegen
- Heumen
- Cuijk
- Mook en Middelaar
- Groesbeek
- Kranenburg
- Kleef
- Bedburg-Hau
- Kalkar
- Xanten

In Xanten kan worden aangesloten op de Römer-Lippe-route.

## Toertocht Via Romana
Sinds 2005 organiseert de Nijmeegse Studenten Wielervereniging Mercurius jaarlijks de 'Toertocht Via Romana' die goeddeels de route van de fietstocht volgt. Deze toertocht kent drie verschillende afstanden.  Start en einde zijn steeds in Nijmegen.

## Literatuur

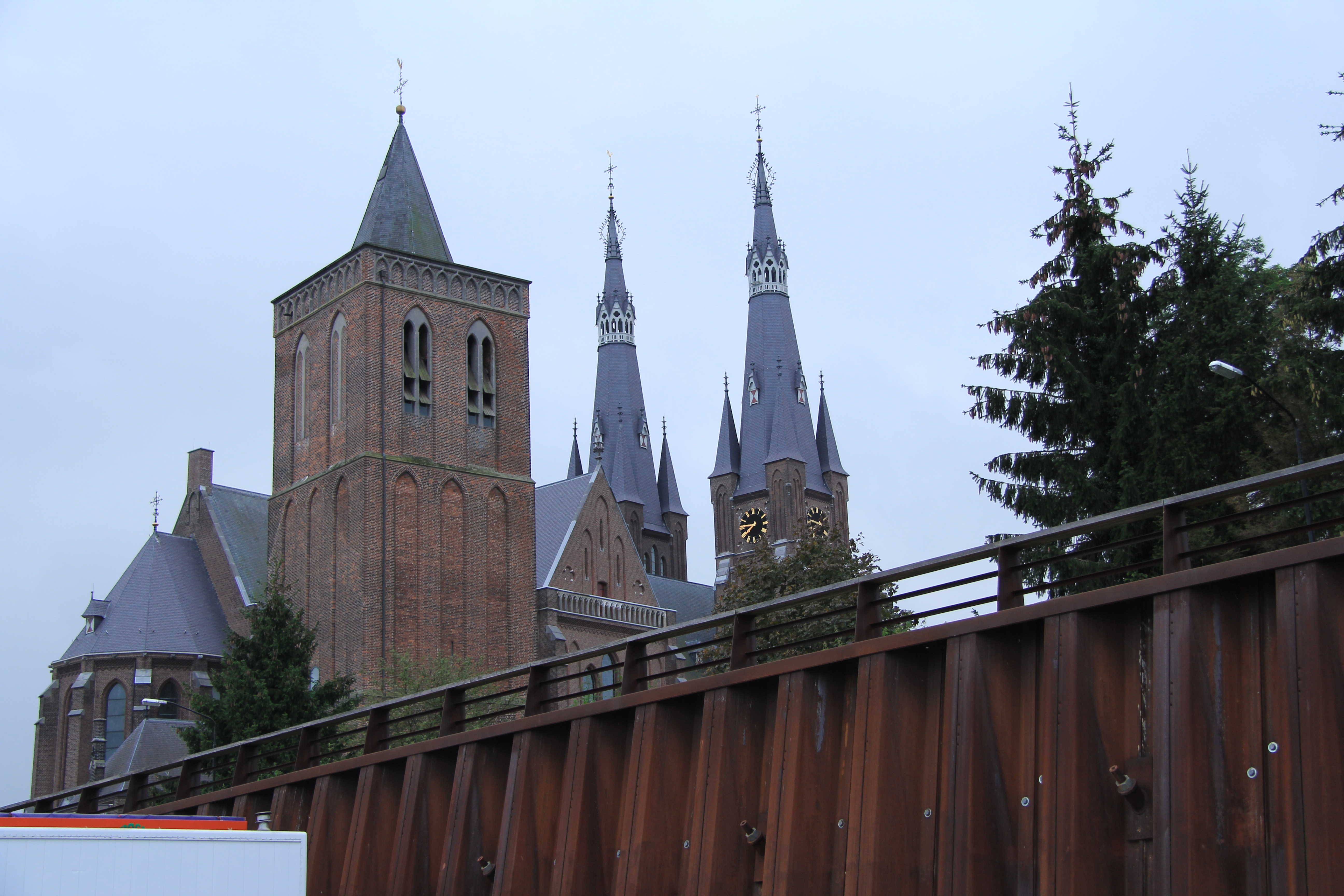
Sint-Martinuskerk, Cuijk
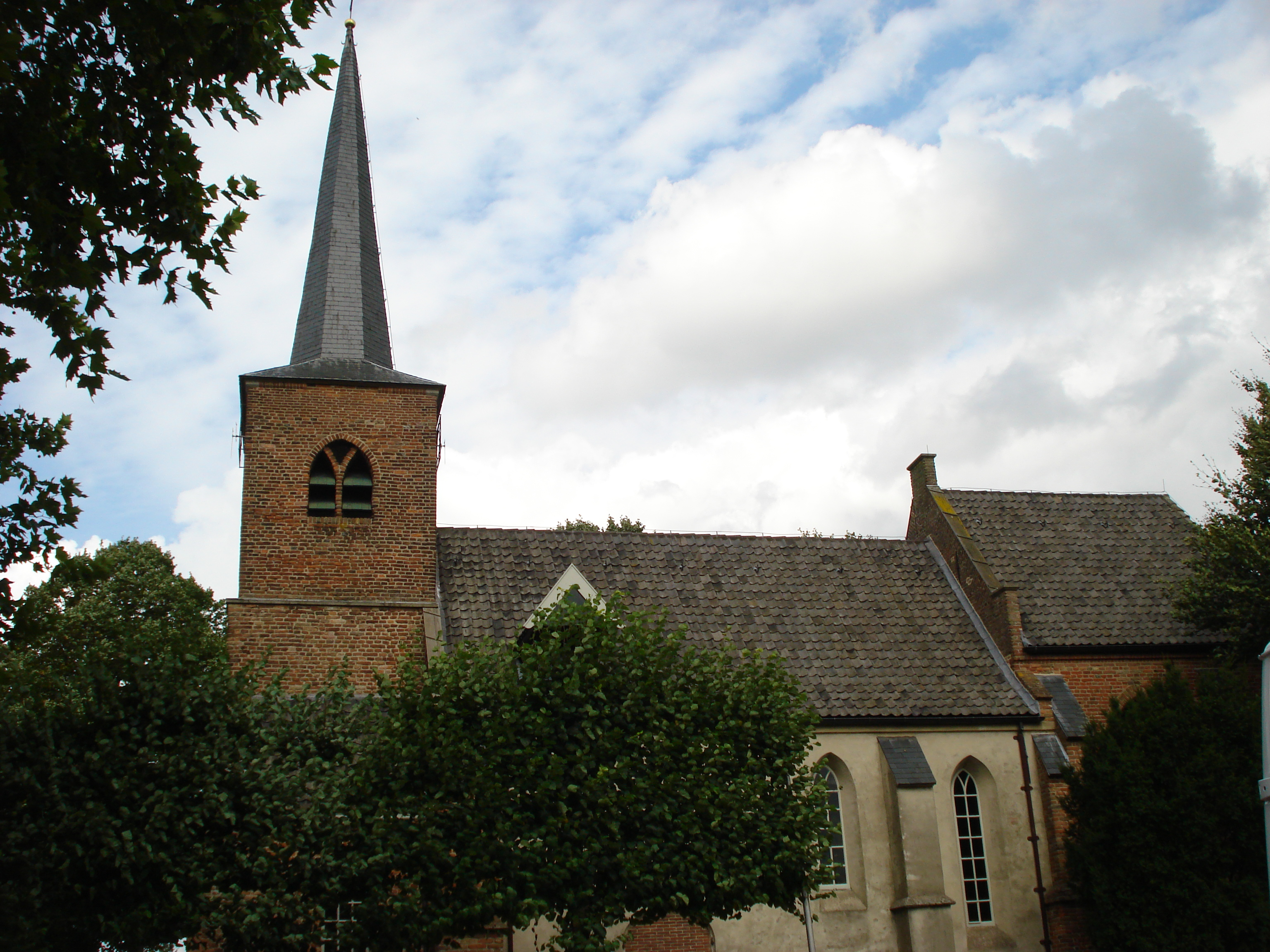
Heumen
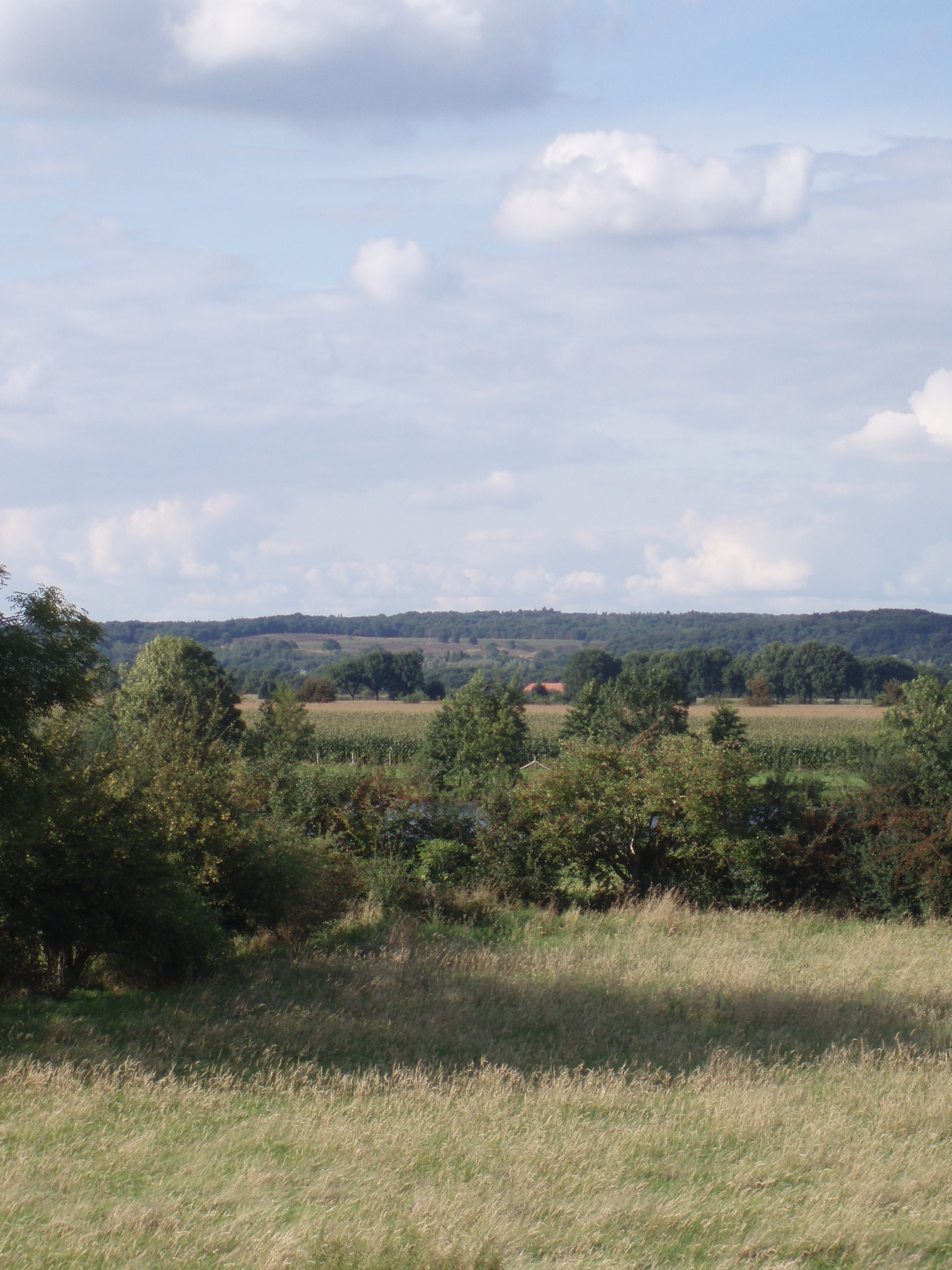
Mookerheide
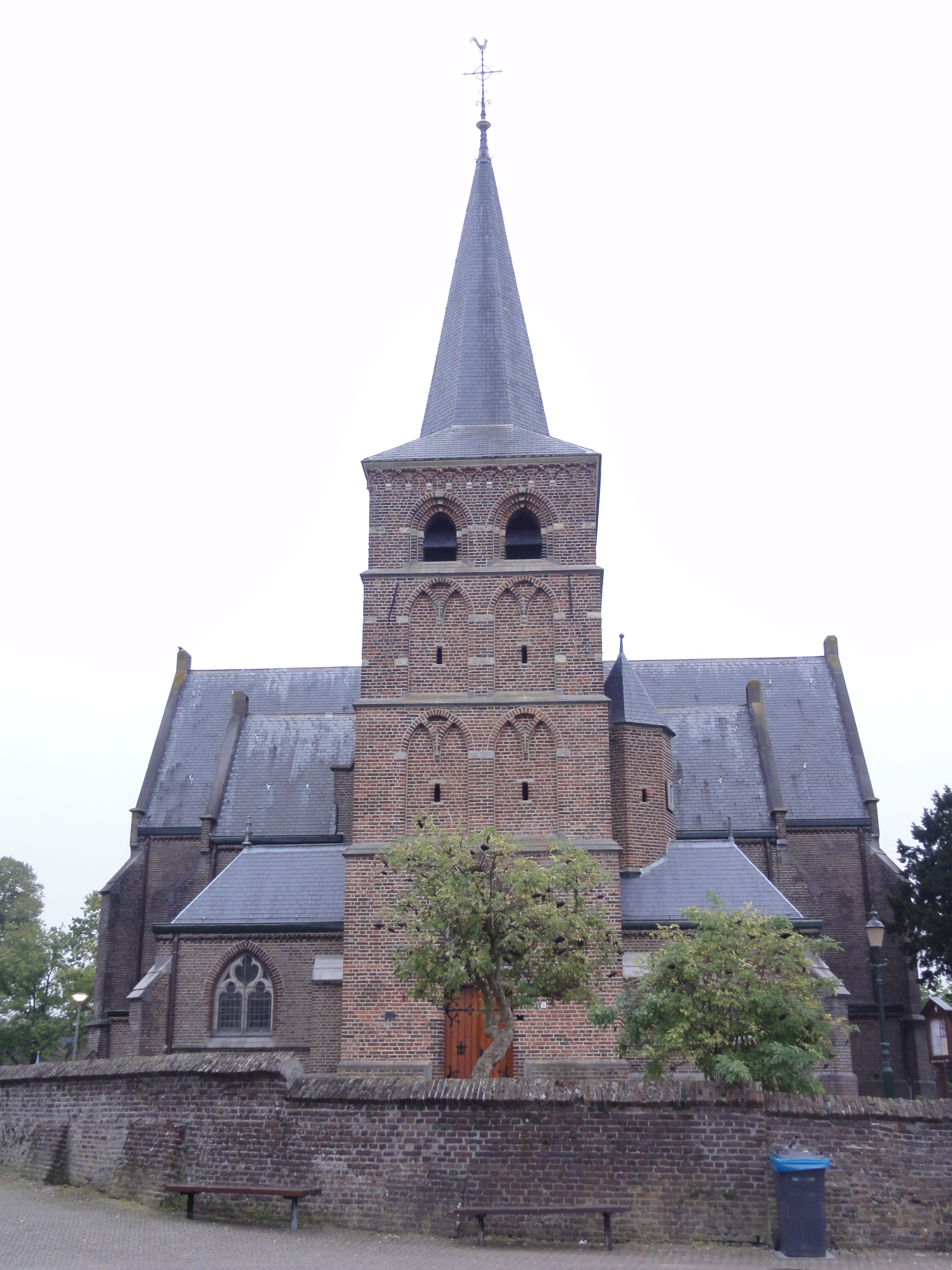
Mook